# Rotte (rivier)
De Rotte is een veenrivier in de Nederlandse provincie Zuid-Holland. De rivier doet dienst als boezem, die het teveel aan water uit de polders ten noorden van Rotterdam afvoert onder beheer van het Hoogheemraadschap van Schieland en de Krimpenerwaard. De stad Rotterdam ontleent haar naam aan deze rivier.

## Etymologie
De oorspronkelijke naam van de rivier is vermoedelijk Rotta, afkomstig van "rot" dat modderig of troebel betekent, en "a" dat water betekent. (zie Aa). Ook wordt wel verondersteld dat de naam zou zijn ontleend aan Roode A, waaraan ook de nederzetting Rotta haar naam zou hebben ontleend (vergelijk Goude A, waaraan Gouda, en de Breede A, waaraan Breda zijn naam zou hebben ontleend), of zou zijn afgeleid van Rotte of Rootte waarmee een stilstaand water werd aangeduid waarin de boeren vlas en hennep te rotten of te roten legden.

## Geschiedenis
In het verleden heeft de Rotte in verbinding gestaan met de Oude Rijn over de Hildam via het riviertje de Wilck. Dit riviertje tussen Moerkapelle en de Oude Rijn is in 1759 verdwenen. Een deel van de omgeving van de oude Rotteloop is gebruikt voor vervening, waaruit een moerassig plassengebied is ontstaan: de Wilde Veenen. Deze hebben gefungeerd als een soort nieuwe 'bron' van de Rotte. Deze plassen zijn in de 17de eeuw echter weer drooggemalen. Vanaf dat moment heeft de Rotte geen echte bron meer.
Ook de Rotteloop tussen oorsprong en monding heeft zich in de loop der tijd veranderd. Het gedeelte ten noorden van de Rottemeren heette vroeger (in 1373) de Leede en lag langs de westzijde van de tegenwoordige loop. Op een kaart van het Hoogheemraadschap Schieland van 1765 is het oude, droge bed naast de tegenwoordige loop te zien. Ook bij Oud Verlaat liep de Rotte vroeger vermoedelijk anders. Omstreeks 1280 boog hier de Rotte niet rechtsaf maar liep rechtdoor, om de Nessepolder (vroeger de Nes genoemd) heen. Dus langs de Vlietkade, Ommoordsekade en Rijskade. Deze lus in de Rotteloop is later afgesneden. Op de kaart Holland tusschen het IJ en de groote rivieren in 1300 in de Geschiedkundige atlas van Nederland (Nijhoff, 1916) is de lus aangegeven.
In de middeleeuwen vormde zich aan de monding van de Rotte de nederzetting Rotta. Door overstromingen van de Rotte in de twaalfde eeuw werd het gebied echter onbewoonbaar. In 1270 werd nabij de monding van de Rotte een 400 meter lange dam in de rivier gelegd, om het Maaswater buiten te houden. Het Rottewater kon via sluizen in de dam vrij uitstromen. De dam, die vrijwel onmiddellijk bebouwd werd, vormt de oorsprong van Rotterdam. Na verloop van tijd werd deze dam Hoogstraat genoemd.
Op 31 augustus 2003 bezweek een deel van de veenkade langs de Rotte bij Terbregge. De schade was beperkt tot het onderlopen van volkstuinen.

## Loop
Het begin (oorsprong) van de Rotte ligt op de grens van de gemeente Zuidplas en de gemeente Lansingerland, bij de polder Honderdveertig Morgen en de polder de Wilde Veenen nabij de buurtschap Kruisweg. Het is via de openbare weg bereikbaar over het grondgebied van het nabijgelegen dorp Moerkapelle. Molen nummer 5 van de polder de Wilde Veenen in Moerkapelle bevindt zich vlak bij het beginpunt en wordt daarom ook wel Molen de Oorsprong genoemd.
Na de eerste 900 meter passeert de Rotte de buurtschap Hollevoeterbrug. Hierna loopt de gemeentegrens tussen Lansingerland en Zuidplas door het midden van de rivier. Tot Rotterdam stroomt de rivier, via de Rottemeren, achtereenvolgens tussen de dorpen Bleiswijk en Zevenhuizen en langs de buurtschappen de Vijfhuizen, Oud Verlaat en Rotte. Vervolgens loopt de rivier langs de Rotterdamse wijken Ommoord, Terbregge, Hillegersberg, Crooswijk en het Oude Noorden om bij de Stadsdriehoek in Rotterdam Centrum te eindigen.
De Rotte is onderdeel van de vaarweg van Rotterdam binnendoor naar Gouda, waardoor vooral kleine pleziervaartuigen de drukke Nieuwe Maas kunnen vermijden. Vanuit Rotterdam kan men dan door het Zevenhuizer Verlaat verder via de Hennipsloot en de Ringvaart van de Zuidplaspolder. Via de Snelle Sluis bereikt men bij Moordrecht de Hollandse IJssel. Door de sloop van de oude Snelle Sluis eind 2018 was dit tijdelijk niet mogelijk.

#### Binnenrotte

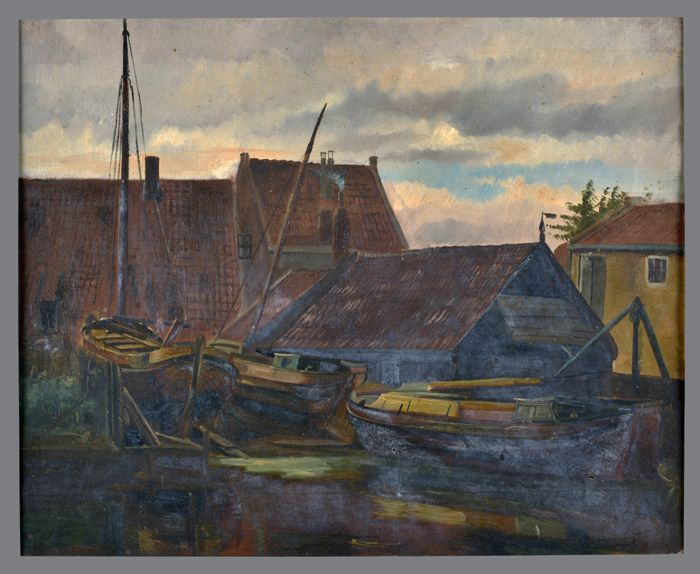
Een scheepswerf aan de Rotte achter het Zwaanshals, Museum Rotterdam

In 1871 werd de Binnenrotte (de Rotte binnen de Stadsdriehoek van Rotterdam) gedempt voor de aanleg van het Luchtspoor en later de Willemsspoortunnel. Het teveel aan Rottewater wordt sindsdien alleen nog buiten de Stadsdriehoek om afgevoerd, via de Boezem langs Kralingen en met behulp van een gemaal aan het Oostplein (Mr. U. G. Schilthuis) in de Nieuwe Maas.
Schepen konden desgewenst via Stokvisverlaat en Delftsevaart het buitenwater bereiken, maar erg aantrekkelijk was die route niet. In 1920 besloot Rotterdam een ringvaart om de stad te leggen. De Rotte werd via Noorderkanaal en Schie-Schiekanaal verbonden met de Delfshavense Schie en stond via de Parkhaven in verbinding met de Nieuwe Maas (zie kaartje).
In de oorlogsjaren werd getracht om de route binnendoor te verbeteren. De Delftsevaart en het Steiger werden verbreed. Door het Stokviswater te graven werd bovendien een verbinding gerealiseerd tussen de Rotte en de Delftsevaart. Stadsarchitect Willem Gerrit Witteveen liet de nieuwe verbinding aanleggen "voor den aanvoer van bouwmateriaal ... met het oog op de schoonheid van de stad en [met] het oog op branden...". Na de Tweede Wereldoorlog bleek de rol van de binnenscheepvaart in het centrum van Rotterdam te zijn uitgespeeld.

## Galerij

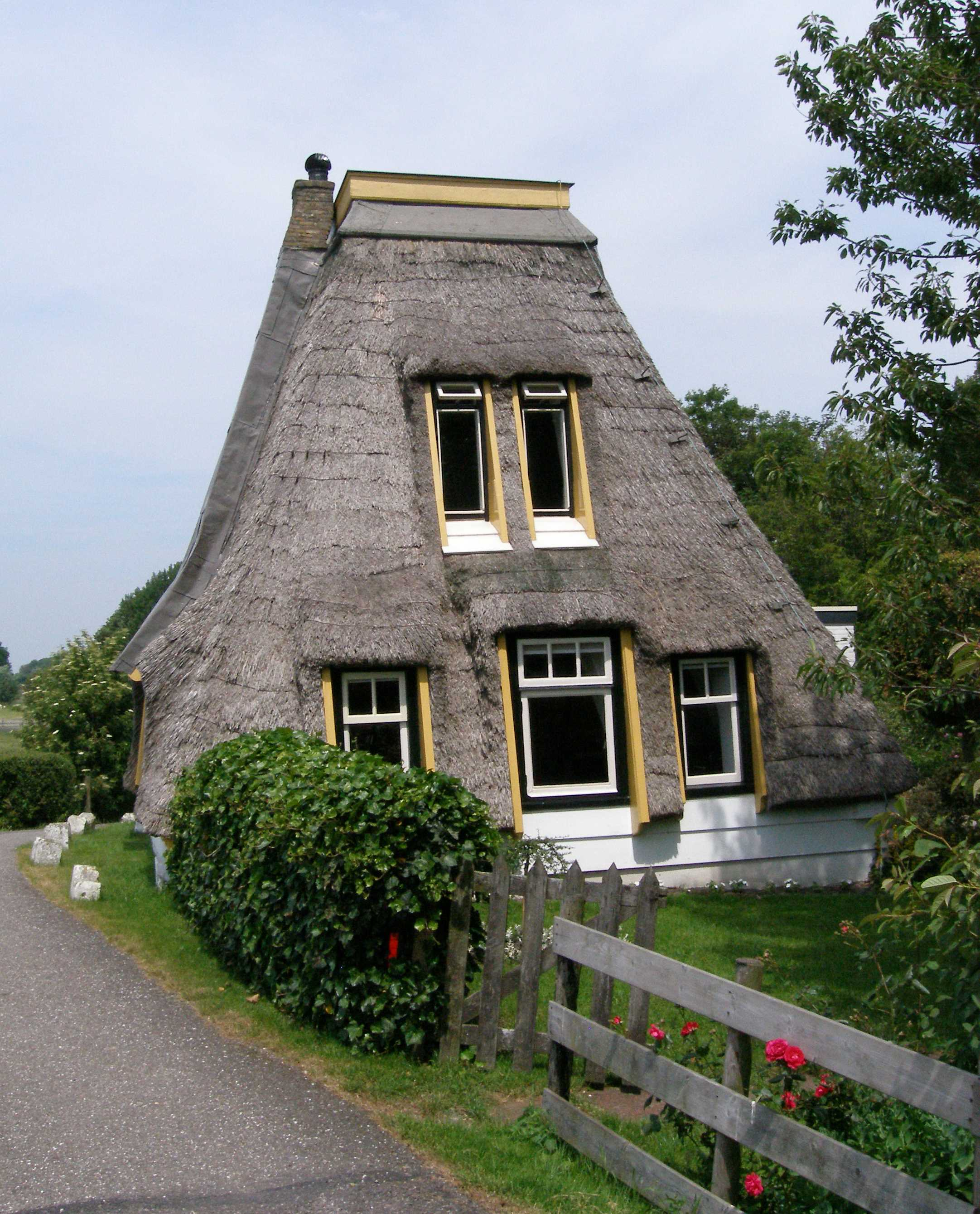
De voormalige windmolen de Oorsprong
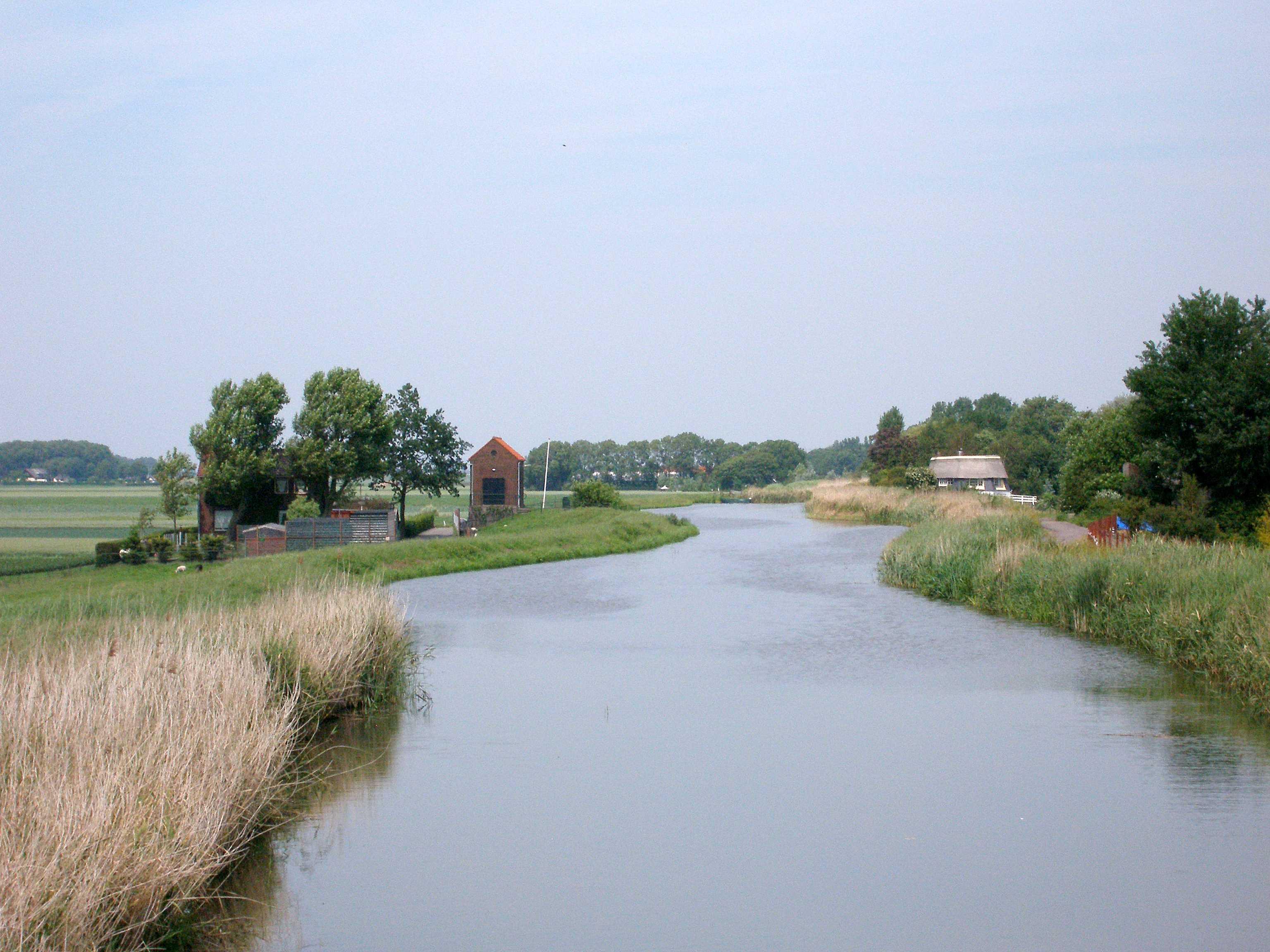
Het eerste stuk van de Rotte, gezien naar de Oorsprong
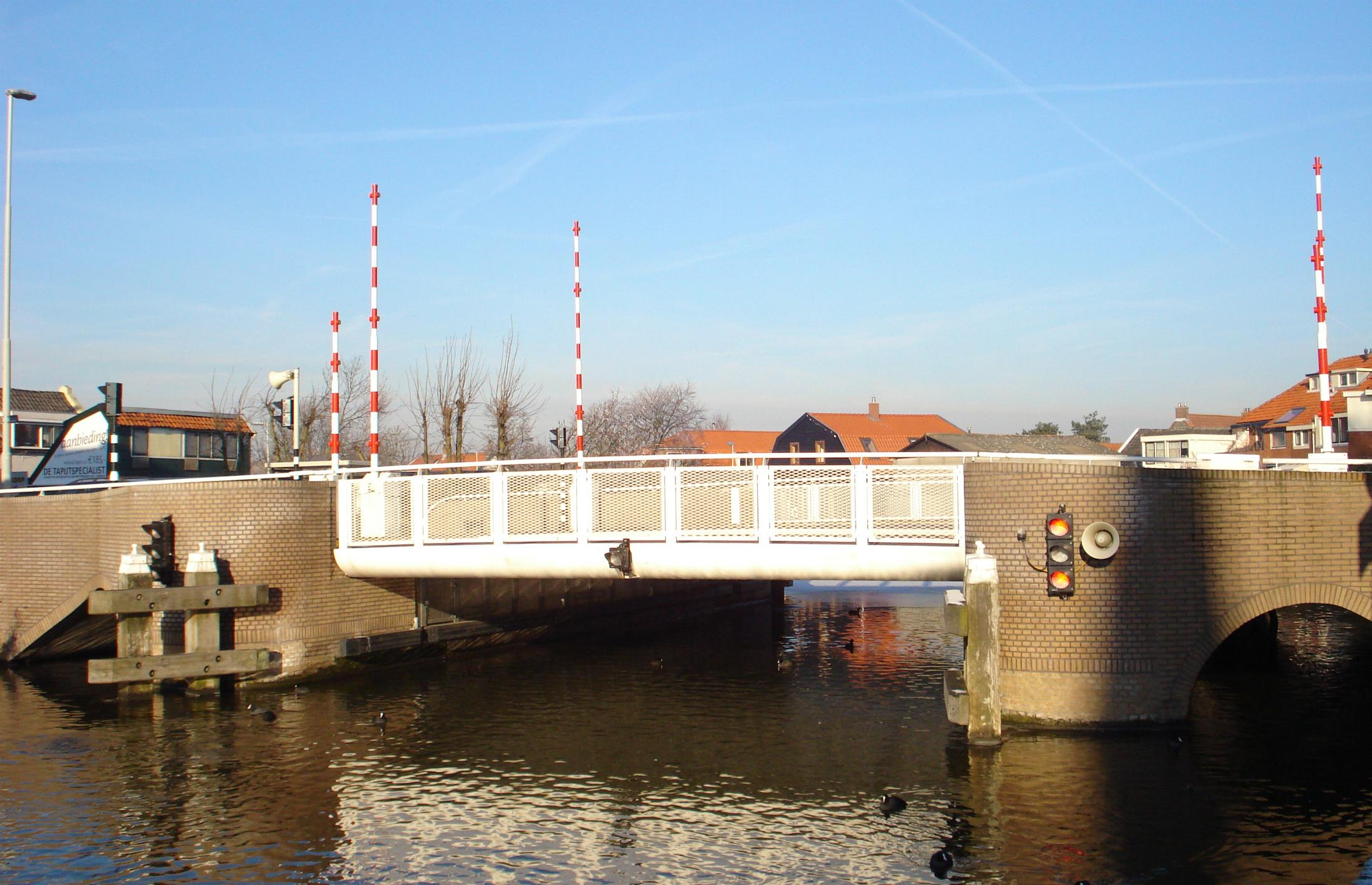
Prinses Irenebrug bij Terbregge
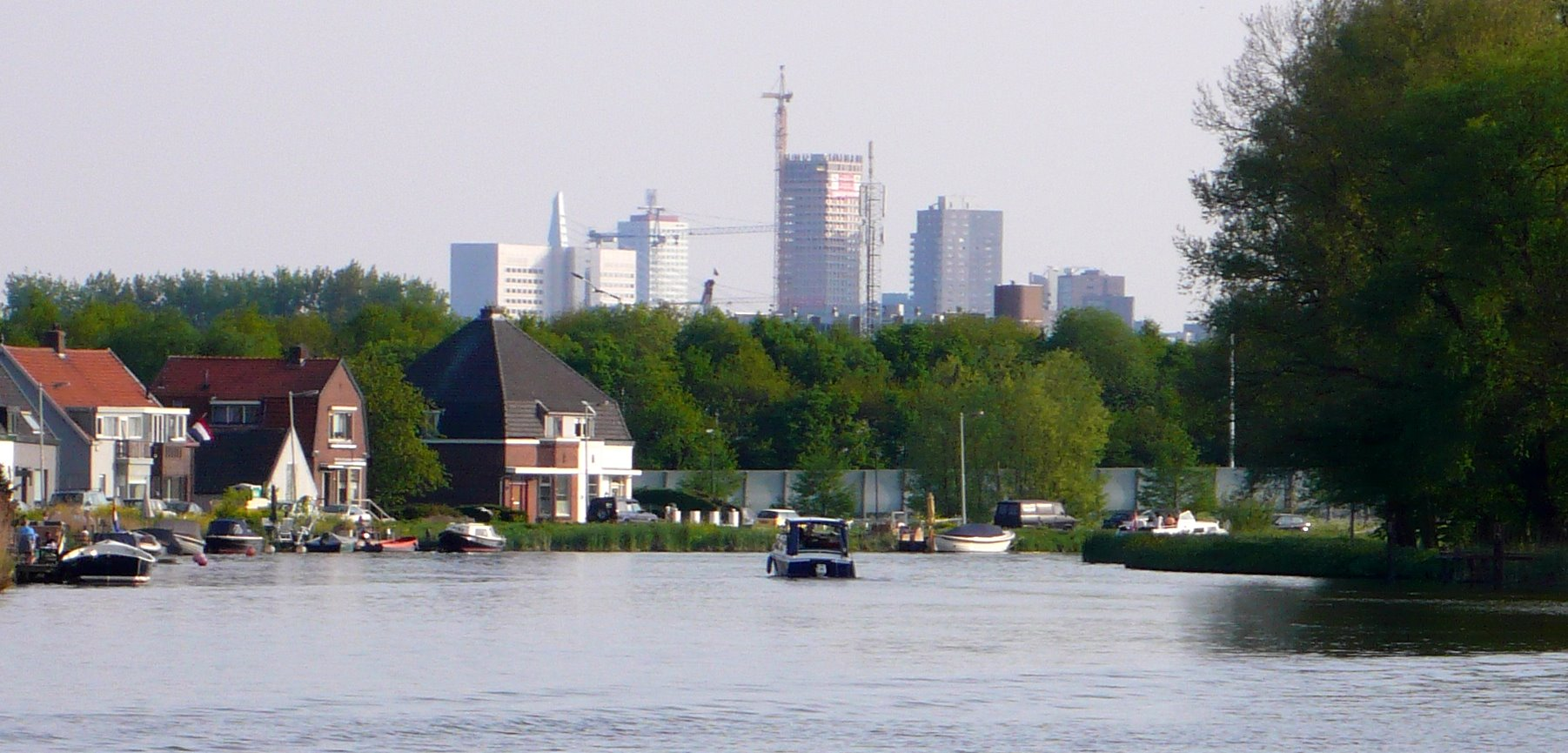
De Rotte bij Hillegersberg
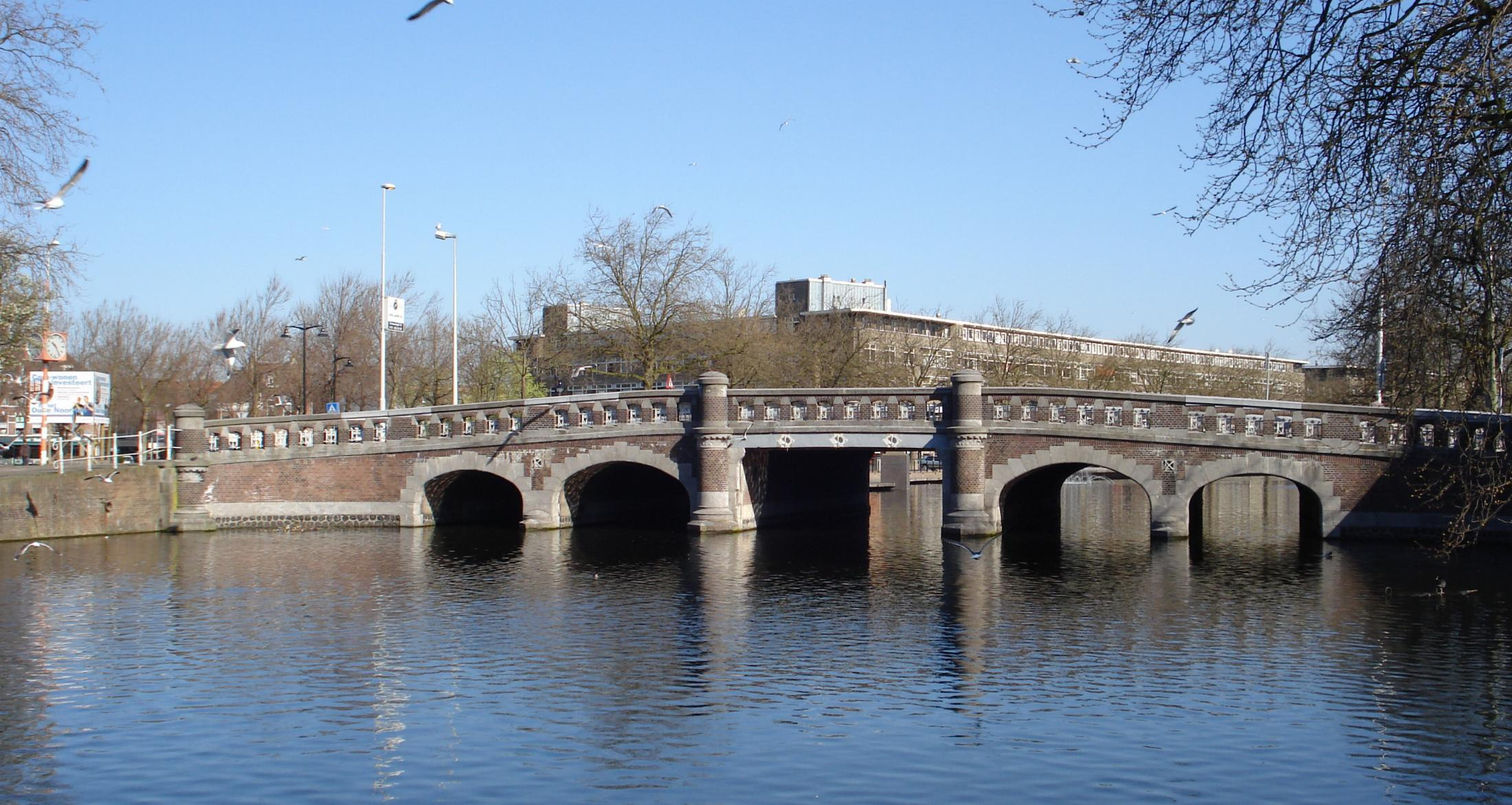
Noorderbrug bij Crooswijk
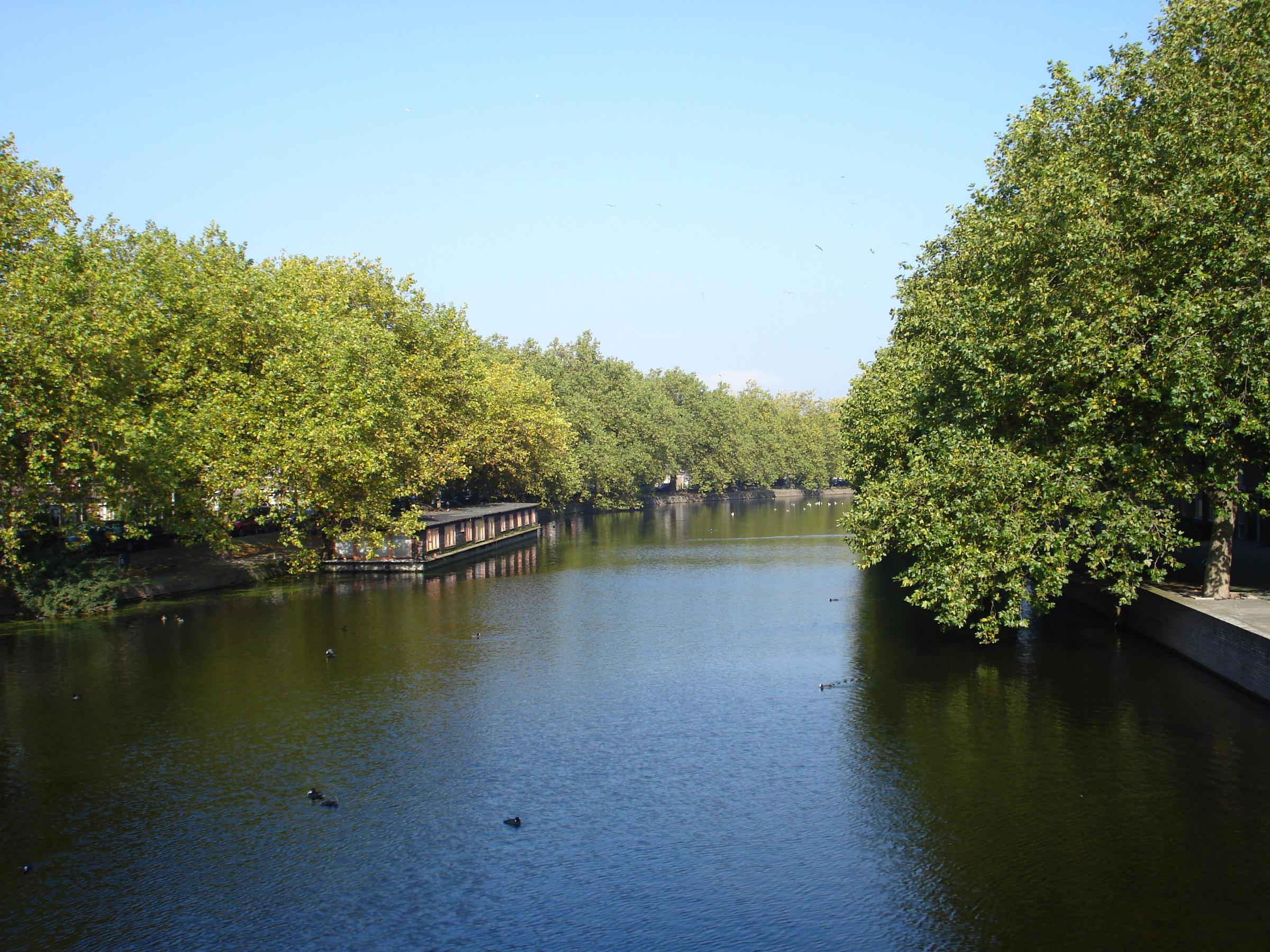
Gezien vanaf de Admiraal de Ruyterweg in Rotterdam
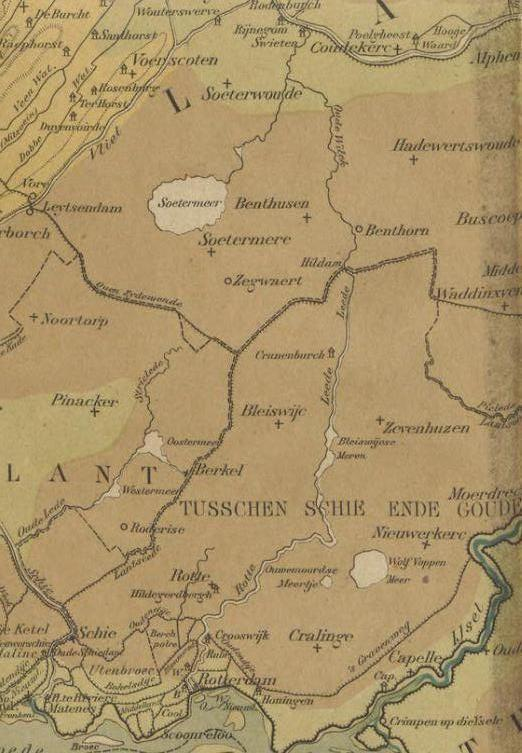
Loop van de Rotte om 1300